# C. Vivian Stringer
Pour les articles homonymes, voir Stringer.
Charlaine Vivian Stringer, née le 16 mars 1948 à Edenborn en Pennsylvanie, est un entraîneur de basket-ball américain qui a l'un des meilleurs rapport victoires/défaites de l'histoire du basket-ball féminin. Elle est actuellement l'entraîneur-chef de l'équipe féminine de basket-ball de l'Université Rutgers. 
Stringer a la distinction d'être le premier entraîneur de l'histoire de la National Collegiate Athletic Association (NCAA) à avoir mené trois équipes différentes à la demi-finale du championnat NCAA de basket-ball féminin : avec Rutgers en 2000 et 2007, l'Université de l'Iowa en 1993 et Cheyney State College (maintenant Cheyney University of Pennsylvania) en 1982.
Elle est le troisième entraîneur en nombre de victoires dans l'histoire du basket-ball féminin, derrière Pat Summitt et Jody Conradt.
Le 6 avril 2009, elle est élue au Temple de la renommée du basket-ball, le Basketball Hall of Fame. La promotion 2009 est aussi composée de l'arrière Michael Jordan, du meneur John Stockton, du pivot David Robinson et de l'entraîneur Jerry Sloan.